# Actors' Laboratory Theatre
L'Actors' Laboratory Theatre fu un laboratorio per la formazione al mestiere dell'attore, con sede a Hollywood.

## Storia
Fondata nel gennaio 1941 da Roman Bohnen, Jules Dassin, Dick Flake, Lloyd Bridges, Danny Mann, Jeff Corey, Mary Virginia Farmer e J. Edward Bromberg. Durante la  Seconda Guerra Mondiale, l'Actor's Lab fece spettacoli nei diversi fronti per i militari in collaborazione con l'Hollywood Victory Committee., ne fecero parte alcuni attori poi celebri fra cui Marilyn Monroe e Will Lee, si trattava di una versione alternativa della più celebre Group Theatre. Terminò la propria esistenza quando la scuola venne accusata di essere di stampo comunista. Le investigazioni furono condotte nel febbraio del 1948 da Joseph McCarthy, alcuni attori fra cui lo stesso Lee furono indagati e la scuola chiuse nel febbraio del 1950.